# Овсень
Овсе́нь (варіанти: Авсе́нь, Овесе́нь, Ба́усе́нь, Та́усе́нь, Говсе́нь, Усе́нь, Тусень, Титусень) — східно-слов'янський новорічний обхідний обряд (різновид колядування), а також пов'язані з обрядом поняття:

• пісня, що виконується під час ходіння по домівках;

• учасник обряду;

• дар за овсенькання;

• напередодні Нового року або саме новорічне свято.
На думку В. Даля, раніше так (рос. дореф. о́весенъ) ймовірно називався перший день весни, 1 березня, яким перш починався рік. Пізніше назва перенесено на Новий рік і на Щедрий вечір (напередодні Нового року).

## Територія розповсюдження
Територія розповсюдження обряду — райони Поволжя, середніх і деяких південних областей Росії (Тамбовська, Тверська, Ярославська, Московська, Тульська, Рязанська, Нижньогородська, Оренбурзька, частково — Липецька, Воронезька, Білгородська і Курська).
Юрій Миролюбов згадує українську пісню з Чернігівської губернії зі словами: «Ой, Овсеню, великий боже», про яку доповів капітан Махнушка.